# Lapaluoto
Lapaluoto är en stadsdel och före detta tätort i Brahestads stad (kommun) i landskapet Norra Österbotten i Finland. Tätorten uppgick i Brahestads centraltätort 1985. I Lapaluoto ligger Brahestads hamn (finska: Raahen satama), och strax söder om stadsdelen ligger SSABs stålverk.

## Befolkningsutveckling
| Befolkningsutvecklingen i Lapaluoto 1960–1980        | Befolkningsutvecklingen i Lapaluoto 1960–1980 | Befolkningsutvecklingen i Lapaluoto 1960–1980 | Befolkningsutvecklingen i Lapaluoto 1960–1980 | Befolkningsutvecklingen i Lapaluoto 1960–1980 |
| ---------------------------------------------------- | --------------------------------------------- | --------------------------------------------- | --------------------------------------------- | --------------------------------------------- |
|                                                      |                                               |                                               |                                               |                                               |
| År                                                   |                                               |                                               | Folkmängd                                     | Landareal (km²)                               |
| 1960                                                 | 1960                                          |                                               | 390                                           | 0,65                                          |
| 1970                                                 | 1970                                          |                                               | 400                                           | 0,65                                          |
| 1980                                                 | 1980                                          |                                               | 271                                           | 1,1                                           |
| Anm.: 1985 sammanvuxen med Brahestads centraltätort. |                                               |                                               |                                               |                                               |